# بني الكدار (ريمة)

تعديل مصدري - تعديل

قرية بني الكدار

هي إحدى قرى عزلة الجبوب الواقعة ضمن مديرية كسمة التابعة لمحافظة ريمة، بلغ تعداد سكانها (705) نسمة حسب تعداد اليمن لعام 2004.

## المحلات التابعة للقرية
- الشرف
- مشرعه
- السوافل
- الموز
- دي العشير
- عنبه
- البس
- المحلة
- مكحف
- قصره
- اسفل عنبه
- النقيل
- مزرعة حزام
- الشعوب
- المنتاع
- شعب حمار

## روابط خارجية
- الدليل الشامــل